# Черново (Костромская область)
Черново — упразднённая деревня в Антроповском районе Костромской области России. На момент упразднения входила в состав Котельниковского сельсовета.

## География
Урочище находится в центральной части Костромской области, в подзоне южной тайги, при автодороге 34Н-31, на расстоянии приблизительно 35 километров (по прямой) к юго-юго-западу от посёлка Антропово, административного центра района. Абсолютная высота — 179 метров над уровнем моря.

### Климат
Климат характеризуется как умеренно континентальный, с продолжительной холодной многоснежной зимой и коротким сравнительно тёплым летом. Среднегодовая температура воздуха — 2,5 °C. Средняя температура воздуха самого холодного месяца (января) — −12,6 °C (абсолютный минимум — −38 °C); самого тёплого месяца (июля) — 18,2 °C (абсолютный максимум — 36 °С). Годовое количество атмосферных осадков — 500—550 мм, из которых большая часть выпадает в тёплый период.

## История
В «Списке населенных мест Костромской губернии по сведениям 1870-72 годов» упомянуто два населённых пункта Макарьевского уезда: деревни Черново большое и Черново малое. В первой деревне насчитывалось 26 дворов и проживало 139 человек (65 мужчин и 74 женщины); во второй — 5 дворов и 33 человека (13 мужчин и 20 женщин).
В 1907 году в деревнях, относившихся к Кусской волости, совокупно имелось 52 двора и проживало 280 человек.
По состоянию на 1 января 1981 года деревня Черново входила в состав Котельниковского сельсовета. Исключена из учётных данных в июне 1997 году как фактически несуществующая.